# Андреевка (река, впадает в Японское море)
Андре́евка (до 1972 года — Улунчи́) — река в России, протекает в Приморском крае, длиной около 8 километров, впадает в восточную часть бухты Троицы. Единственная нанесённая на карты река, впадающая в бухту. На реке расположено одноимённое село.

## Описание
Река расположена с восточной стороны бухты Троицы и имеет длину около 8 километров. Берёт начало в горах, протекает в общем направлении с северо-востока на юго-запад, впадая в бухту Троицы между мысом Андреева и мысом Варгина.
Во времена Дальневосточной республики река входила в крупное оленеводческое хозяйство по разведению пятнистых оленей на панты. Её широкая долина обеспечивала животным место водопоя и укрытия при сильных ветрах и холодах в горах на мысе Гамова. После вхождения республики в состав СССР национализированное хозяйство продолжило работу как оленеводческий зверосовхоз (оленник).
Осенью 1931 года эти места посетил писатель Михаил Пришвин, описав их в книге «Дорогие звери» (часть «Олень-цветок»). «Река Улунчу» (не Улунчи, см. про варианты названия) в середине октября запомнилась ему как живописная долина реки, поросшая низкорослым дубом, у берегов покрытая тростником.
Помимо интродуцированных пятнистых оленей, долина реки являлась одним из естественных мест обитания Амурского лесного кота.
Работавшей на реке в 1938 году гидрографической экспедицией был обнаружен новый вид креветок, названный Paratya borealis. Эти креветки не имеют промыслового значения, но иногда подсаживаются в аквариумы. Поэтому известные на момент открытия только в водах Андреевки (Улунчи), они позднее распространились по ряду рек Приморья, встречаются в водоёмах европейской части России.
В долине реки залегает месторождение строительного камня (кислые магматические горные породы), называемое месторождением Улунчи (другое название — Троицкое месторождение). Разведанный объём месторождения — 14 млн м³. Разработка месторождения не велась и не ведётся.

## История названия

### До 1972 года
Этимологию Улунчи можно связать с одним из тунгусо-маньчжурских языков, в которых продуктивны гидротопонимы на улу (вода, река) и производные от этого корня с разнящимися значениями в конкретных языках и наречиях (например, эвен. улун — в одном наречии значит «речной порог», в другом — «топкое место»). В рассматриваемых местах предполагается широкое расселение в прошлом племён орочей, к языку которых может принадлежать первичный слой топонимов.
Улунчи, изменив окончание, можно примерно передать тремя китайскими иероглифами 巃汊 (=~ у-лун-ча: у — пять, лун — гора, ча — развилка реки, приток), а затем перевести как «пятый горный приток». Такая этимология была дана в «Словаре китайских топонимов на территории советского Дальнего Востока» 1975 года.
Авторы-составители словаря позднее подвергались критике за произвольную «китаизацию» массы названий, к китайскому языку никакого отношения не имеющих (из тунгусо-маньчжурских и корейского языков). В том числе отдельно разбиралось явно не китайское происхождение названия реки Улунчи. Тем не менее китайская версия повторяется и в современном словаре топонимов.
Русским населением края нередко использовалась неофициальное руссифицированное название Улунча (женского рода, как река): «по реке Улунче», «выйти на Улунчу». При этом гостями последнее порой понималось не как винительный падеж, а как несклоняемое Улунчу. Всё это иногда отражалось как в научных описаниях, так и в публицистике.

### После 1972 года
Как результат нарастающих советско-китайских противоречий, в 1972 году Советом министров СССР было инициировано массовое переименование географических объектов на Дальнем Востоке. Все китайские названия заменялись на русские: при этом в «китайские» часто записывались вообще все нерусские топонимы. Впрочем, аналогичный процесс происходил и с противоположной стороны, где всем нерусским топонимам края приписывалась какая-либо китайская — и никакая другая — этимология.
В том числе река Улунчи была переименована в Андреевку — по названию расположенного на реке одноимённого села Андреевка. Само село ранее получило название по расположенному немного южнее мысу Андреева. Мыс же был назван Макаровым в честь К. П. Андреева, участника картографических съёмок в 1888 году.
После переименования прежнее название реки осталось лишь в геологических описаниях. Разведанное вдоль и по сторонам реки месторождение строительного камня (кислые магматические горные породы) называется месторождение Улунчи (другое название — Троицкое месторождение). Разработка месторождения никогда не велась.